# 彤弓
彤弓，弓之一種，弓體通紅。常見於古代天子賜予有功諸侯或大臣的賞賜，使專用於征伐。

## 詩經
彤弓弨兮，受言藏之。我有嘉賓，中心貺之。鐘鼓既設，一朝饗之。
彤弓弨兮，受言載之。我有嘉賓，中心喜之。鐘鼓既設，一朝右之。
彤弓弨兮，受言櫜之。我有嘉賓，中心好之。鐘鼓既設，一朝醻之。